# Olympische Winterspiele 1928/Teilnehmer (Estland)
| Gelbes Symbol für Goldmedaillen mit stilisierten Olympischen Ringen | Graues Symbol für Silbermedaillen mit stilisierten Olympischen Ringen | Braundes Symbol für Bronzemedaillen mit stilisierten Olympischen Ringen |
| ------------------------------------------------------------------- | --------------------------------------------------------------------- | ----------------------------------------------------------------------- |
| —                                                                   | —                                                                     | —                                                                       |

Estland nahm an den II. Olympischen Winterspielen 1928 in St. Moritz mit einer Delegation von zwei Athleten teil.
| Eisschnelllauf | Christfried Burmeister | 500 m  | 15 |  |
| Eisschnelllauf | Christfried Burmeister | 1500 m | 19 |  |
| Eisschnelllauf | Christfried Burmeister | 5000 m | 24 |  |
| Eisschnelllauf | Aleksander Mitt        | 500 m  | 22 |  |
| Eisschnelllauf | Aleksander Mitt        | 1500 m | 20 |  |
| Eisschnelllauf | Aleksander Mitt        | 5000 m | 21 |  |